# Sarah Berg
Sarah Berg (* 2. Juni 1980 in Hamburg) ist eine deutsche Radiomoderatorin und Schauspielerin.

## Leben
Berg gab ihr Schauspieldebüt im Jahre 1999 mit einer Gastrolle in der ZDF-Serie Mordkommission. Es folgten weitere Auftritte für ZDF u. a. in Für alle Fälle Stefanie, Die Rettungsflieger und Der Landarzt. 2002 war sie in einer Episodenrolle (Folge 141, Staffel 5, Episode 17) in der Fernsehserie In aller Freundschaft zu sehen. 2007 hatte sie ihre bislang letzten Fernsehserienrolle in Hallo Robbie!. Im Degeto-Film-Drama Woran dein Herz hängt hatte Berg neben Oliver Mommsen ihre einzige Filmrolle.
2008 entschied sich Berg für eine Karriere als Radiomoderatorin bei Radio Hamburg, wo sie mit der „sonnigste(n) Stimme der Stadt“ ihre eigene Wettersendung bekam. Diesen Job übte sie drei Jahre aus und wechselte 2011 zu RPR1 nach Rheinland-Pfalz sowie 2018 zu radio ffn nach Niedersachsen. Derzeit ist sie beim Berliner Radiosender 94,3 RS2 als Moderatorin beschäftigt.
In der Juni-2013-Ausgabe des deutschen Playboy war sie mit den Moderatorinnen Julia Porath, Patricia Gerndt, Anna Hess, Sophia Dinu und Steffi Schaller Teil der Kampagne „Radio Top 6“.